# Palaemnema nathalia
Palaemnema nathalia är en trollsländeart som först beskrevs av Selys 1886.  Palaemnema nathalia ingår i släktet Palaemnema och familjen Platystictidae. IUCN kategoriserar arten globalt som livskraftig. Inga underarter finns listade i Catalogue of Life.